# Victor Estby
John Victor Estby, född 30 oktober 1974 i Skärholmens församling, är en svensk författare och journalist. Han är son till författaren Stefan Estby och bror till musikern Fred Estby.
Victor Estby har gett ut ungdomsböckerna Beskjuten (2001), Jagad (2002) och Plåtad (2004) tillsammans med fadern Stefan Estby. Böckerna handlar om 15-årige Ted, som bor i Stockholmsförorten Gröndal. Böckerna vänder sig till tonårspojkar som annars inte läser så mycket.
Estby har varit redaktör för Föreningen Arbetarskrivares antologier Skarpt läge (2010), Landet som sprängdes (2012), Det arbetande folket (2014) och Efter oss (2016) och var en av redaktörerna för antologin Hemlös – med egna ord (2008).  
Han är dagsversskribent sedan 1997 och skriver dagsvers i Mål & Medel. Han har tidigare även skrivit dagsverser i Upsala Nya Tidning, Statstjänstemannen/ST Press, Dala-Demokraten, Arbetaren, Arbetaren Zenit, LO-tidningen/Arbetet, Norrländska Socialdemokraten, Sydöstran, SKTF-tidningen, DIK forum, Svenskläraren, Gaudeamus, Hufvudstadsbladet i Helsingfors, Internationalen och Amningsnytt. 
Mellan 1999 och 2008 var han redaktör för Situation Sthlm.
Han kom hösten 2013 ut med dagsverssamlingen Versting och tillsammans med trubaduren Fred Lane med skivan Rättvisor & Kontroverser. Uppföljaren till Versting, diktsamlingen Under, kom hösten 2016 och innehåller även noveller. Samtidigt kom även en skiva av och med Estby och Fred Lane, Sånger & Sonetter.
Sedan våren 2017 är han verksamhetsledare för Bokdagar i Dalsland och Dalslands Litteraturförening.
Sommaren 2017 kom antologin Nya Röster, skriven av en grupp nyanlända unga kvinnor från Syrien. Boken gavs ut av Dalslands Litteraturförening med Estby som redaktör och med release på Bokdagar i Dalslands sommarlitteraturfestival. Antologin fick uppmärksamhet i radio, TV och tidningar över hela landet.
Estby har även sedan hösten 2022 medverkat i Sveriges Radios P1:s Tankar för dagen.

## Diskografi
- 2013 – Rättvisor & Kontroverser (tillsammans med Fred Lane)
- 2016 – Sånger & Sonetter (tillsammans med Fred Lane)

## Antologier
- 2003 – Polska räkmackor (novell)
- 2005 – Insikter (novell)
- 2008 – Hemlös – med egna ord (redaktör)
- 2010 – Skarpt läge – Nyvässade texter i tiden (redaktör)
- 2011 – Upplevt i Värmland (novell)
- 2012 – Landet som sprängdes (redaktör)
- 2014 – Det arbetande folket (redaktör)
- 2015 – I skuldens skugga (novell och redaktör)
- 2016 – Efter oss (redaktör)
- 2016 – Värmlandsvägar (dikter)
- 2017 – Nya Röster (redaktör)
- 2018 – Jag tänker mycket på oss och våra utmattade kroppar (novell)
- 2019 – Vi gör vad vi kan - Volontärer i flyktingmottagandet (sakprosatext)
- 2023 – Nya Röster: Nya Romska Röster (redaktör)

## Priser och utmärkelser
- 2011 – Lasse O' Månssons stipendium (Sala kommuns kulturstipendium)[4]
- 2012 – Södermalms arbetareinstituts stipendium
- 2012 – Sveriges Författarförbunds vistelsestipendium i Kavalla
- 2012 – Författarfondens ettåriga konstnärsbidrag
- 2014 – Byggnads kulturstipendium (litteratur)[5]
- 2024 – Dalslandsmedaljen[6]